# Corriente de las Agujas

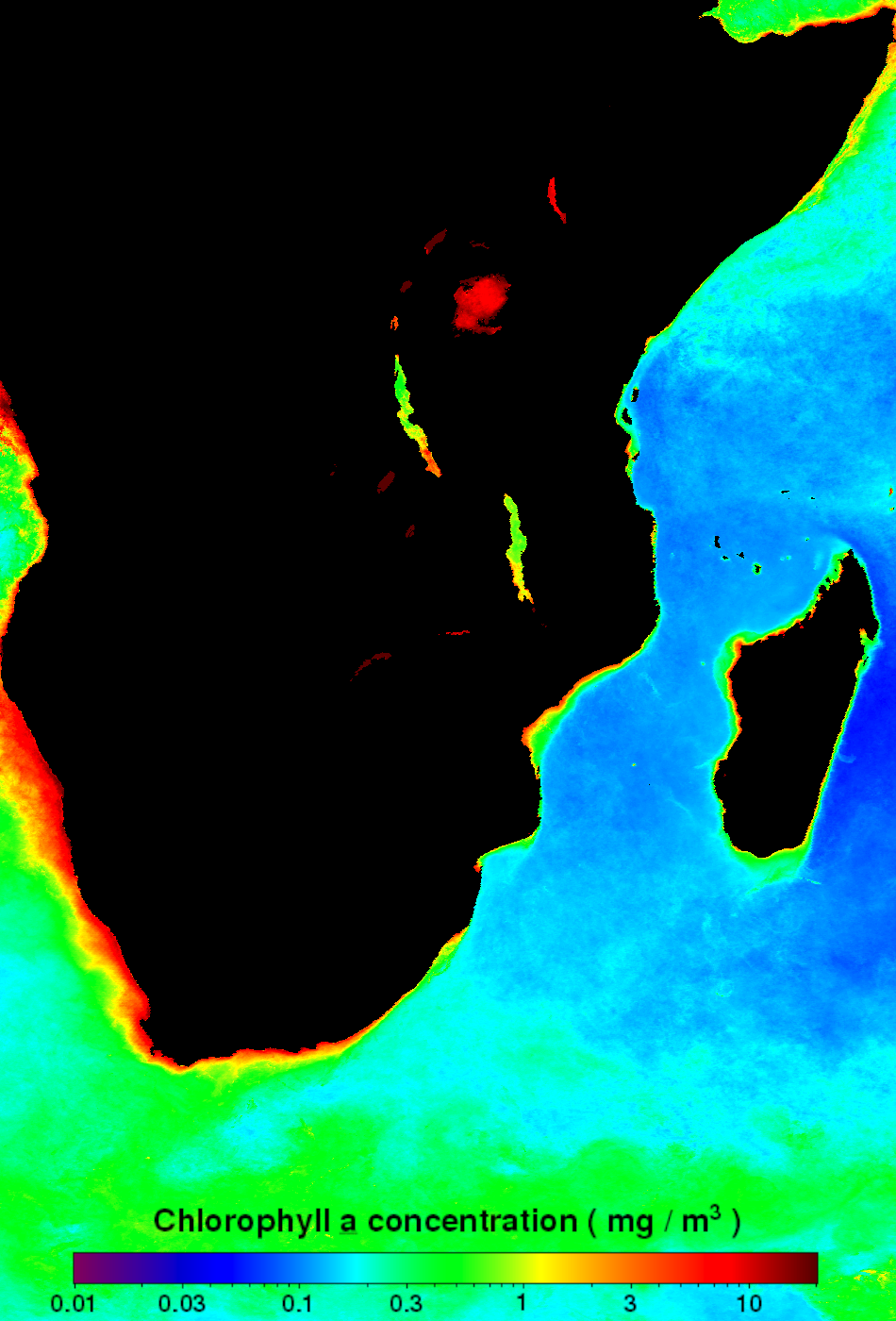
Concentración de clorofila por la corriente de las Agujas en 2009

La corriente de las Agujas es una corriente marina cálida de la corriente de frontera occidental en el suroeste del océano Índico. Recorre de noreste a suroeste la costa oriental de África desde 27°S a 40°S, aproximadamente entre el canal de Mozambique hasta el cabo de Buena Esperanza. La corriente de las Agujas influye en el clima de África austral.
Es estrecha, rápida y fuerte. Se ha sugerido incluso que las Agujas es la corriente limítrofe occidental más grande en el océano mundial, comparable a las corrientes limítrofes occidentales que transportan menos, que van desde la corriente del Brasil, 16.2 Sverdrups), a la Kuroshio, 42 Sverdrups.
Se estima que esta Corriente -de sólo 100 km de ancho- fluye a un promedio de 0,4 a 1,2 nudos (0.2 a 0.6 m/s). Esta velocidad depende, a su vez, de las variaciones de velocidad de la corriente ecuatorial, la cual cambia según el lugar, la profundidad y la estación. Es una de las corrientes más rápidas y alcanza una velocidad máxima de 5 nudos (2.5 m/s) fuera de las costas surestes de Sudáfrica.
La fuente de la corriente de las Agujas son la corriente de Madagascar oriental (25 Sverdrups), la corriente de Mozambique (5 Sverdrups) y una parte reticulada de la propia corriente de las Agujas (35 Sverdrups). El flujo de la corriente de las Agujas está dirigida por la topografía. La corriente sigue la plataforma continental desde Maputo hasta la punta del banco de las Agujas (Cabo Agujas). Aquí la velocidad de la corriente vence al equilibrio de vorticidad que sostiene la corriente a la topografía y la corriente abandona la plataforma. Su nombre deriva del cabo de las Agujas, el punto más austral de África, lugar en el que esta corriente, que hasta este punto corría de este a oeste, se retroflexa, pasando a fluir hacia el este. En el océano Atlántico suroriental la corriente retrocede (vuelve sobre sí misma) en el retroceso de las Agujas, convirtiéndose en la corriente de regreso de las Agujas. Esta regresa al océano Índico y contribuye a la parte principal del volumen de la corriente de las Agujas. 